# La Case de l'oncle Tom
« Oncle Tom » redirige ici. Pour l’article homophone, voir Oncletum.
 (juillet 2009).
Si vous disposez d'ouvrages ou d'articles de référence ou si vous connaissez des sites web de qualité traitant du thème abordé ici, merci de compléter l'article en donnant les références utiles à sa vérifiabilité et en les liant à la section « Notes et références ».
Pour les articles homonymes, voir La Case de l'oncle Tom (homonymie).
La Case de l'oncle Tom (Uncle Tom's Cabin) est un roman de l'écrivaine américaine Harriet Beecher Stowe. Publié d'abord sous forme de feuilleton en 1852, il vaut le succès immédiat à son auteur. Le roman eut un profond impact sur l'état d'esprit général vis-à-vis des Afro-Américains et de l'esclavage aux États-Unis ; il est un des facteurs de l’exacerbation des tensions qui menèrent à la Guerre de Sécession.
Stowe, née dans le Connecticut et pasteur au Hartford Female Seminary (en), était une abolitionniste convaincue. Elle centre son roman sur le personnage de l'oncle Tom, un esclave noir patient et tolérant autour duquel se déroulent les histoires d'autres personnages, aussi bien esclaves que blancs. Ce roman sentimental dépeint la réalité de l'esclavage tout en affirmant que l'amour chrétien peut surmonter une épreuve aussi destructrice que l'esclavage d'êtres humains.
La Case de l'oncle Tom est le roman le plus vendu du XIXe siècle et le second livre le plus vendu de ce même siècle, derrière la Bible. On considère qu'il aida à l'émergence de la cause abolitionniste dans les années 1850. Dans l'année suivant sa parution, 300 000 exemplaires furent vendus aux États-Unis[réf. nécessaire]. L'impact du roman est tel qu'on attribue à Abraham Lincoln ces mots, prononcés lorsqu'il rencontre Harriet Stowe au début de la guerre de Sécession : « C'est donc cette petite dame qui est responsable de cette grande guerre. »
Le roman, et encore plus les pièces de théâtre qu'il inspira, contribuèrent également à la création de nombreux stéréotypes concernant les Noirs, dont beaucoup persistent encore aujourd'hui. Pour citer l'exemple de la mammy, servante noire placide et affectueuse, des enfants noirs à moitié habillés aux cheveux en bataille, et de l'oncle Tom, serviteur dévoué et endurant, fidèle à son maître ou sa maîtresse blancs. Plus récemment, les associations négatives avec le roman ont, dans une certaine mesure, éclipsé l'impact historique de La Case de l'oncle Tom en tant que livre antiesclavagiste.

## Inspiration et références
Harriet Stowe écrit ce roman en réponse à l'adoption en 1850 du second Fugitive Slave Act, qui entend punir ceux qui aident les esclaves fugitifs en diminuant leurs droits ainsi que ceux des esclaves libérés. La majeure partie du livre est écrite à Brunswick dans le Maine où le mari de Harriet, Calvin Ellis Stowe, enseigne au Bowdoin College.
Pour écrire La Case de l'oncle Tom, Stowe s'inspire en partie de l'autobiographie de Josiah Henson, un Noir qui vécut et travailla dans une plantation de tabac de 15 km² appartenant à Isaac Riley et située à North Bethesda dans le Maryland. Henson échappe à l'esclavage en 1830 en s'enfuyant dans la province du Haut-Canada (à présent l'Ontario), où il aida d'autres esclaves à s'échapper et à devenir autonomes, et où il écrivit ses mémoires, - et probablement encore plus de l'autobiographie de Frederick Douglass. Lorsque l'œuvre de Stowe devint célèbre, Henson publia à nouveau ses mémoires sous le titre Les Mémoires de l'oncle Tom, et voyagea aux États-Unis et en Europe.
Le roman de Stowe a donné son nom à la demeure de Henson, devenue Uncle Tom's Cabin Historic Site, près de Dresden, en Ontario, et transformée en musée depuis les années 1940. La véritable cabane dans laquelle Henson vécut lorsqu'il était esclave existe toujours dans le comté de Montgomery, dans le Maryland.
American Slavery As It Is: Testimony of a Thousand Witnesses, un livre coécrit par Theodore Dwight Weld et les sœurs Angelina et Sarah Grimké, est également à l'origine d'une partie du contenu du roman. Stowe affirma également avoir fondé son livre sur des entretiens avec des esclaves fugitifs, rencontrés lorsqu'elle vivait à Cincinnati dans l'Ohio, ville proche du Kentucky qui était alors un état esclavagiste. Le chemin de fer clandestin avait des sympathisants abolitionnistes à Cincinnati. Ce réseau aidait activement les esclaves à s'échapper des États du Sud.
Harriet Stowe mentionne une partie des sources d'inspiration utilisées pour son roman dans A Key to Uncle Tom's Cabin, publié en 1853. Ce livre, qui au contraire de La Case de l'oncle Tom n'est pas une fiction, est écrit pour soutenir les affirmations de Stowe concernant l'esclavage. Cependant, des études ultérieures ont tenté de démontrer que Stowe ne lut la plupart des œuvres mentionnées qu'après la publication de son roman[réf. nécessaire].

## Publication
La Case de l'oncle Tom est d'abord publié en feuilleton de 40 épisodes dans le National Era, un journal abolitionniste, à partir du 5 juin 1851. Au vu de la popularité de l'histoire, l'éditeur John Jewett propose à Harriet Stowe de transformer le feuilleton en roman pour une publication en volume. Bien que Stowe n'était pas du tout certaine que La Case de l'oncle Tom serait lu une fois publié en volume, elle consentit finalement à cette requête.
Convaincu que le livre serait aimé par le public, Jewett prend la décision (inhabituelle pour l'époque) de faire graver pour la première édition six illustrations pleine page par Hammatt Billings. Publié en volume le 20 mars 1852, le roman est bientôt épuisé et d'autres éditions sont imprimées peu après (en particulier une édition de luxe en 1853, comptant 117 illustrations de Hammatt Billings).
Pendant sa première année de publication, 300 000 exemplaires de La Case de l'oncle Tom sont vendus. Le livre est traduit dans de nombreuses langues et devient finalement le deuxième livre le plus vendu après la Bible.
La Case de l'oncle Tom se vend également bien en Grande-Bretagne, où la première édition est publiée en mai 1852 et s'écoule à 200 000 exemplaires[réf. nécessaire]. En quelques années, plus de 1,5 million d'exemplaires sont mis en circulation en Grande-Bretagne[réf. nécessaire], la plupart étant des copies illégales (le même phénomène eut lieu aux États-Unis)[réf. nécessaire]. Certaines des premières éditions contiennent une introduction par le révérend James Sherman, ministre du culte protestant londonien, bien connu pour ses convictions abolitionnistes.

## Résumé

### Elisa s'enfuit avec son fils, Tom qui est vendu sur le Mississippi
Au XIXe siècle, dans le Kentucky, État sudiste, Mr Shelby, riche planteur, et son épouse, Emily, traitent leurs esclaves avec bonté. Mais le couple craint de perdre la plantation pour cause de dettes et décide alors de vendre deux de ses esclaves : Oncle Tom, un homme d'âge moyen ayant une épouse et des enfants, et Henri, le fils d'Elisa, servante d'Emily. Cette idée répugne à Emily qui avait promis à sa servante que son fils ne serait jamais vendu ; et le mari d'Emily, George Shelby, ne souhaite pas voir partir Tom qu'il considère comme un ami et un mentor.
Lorsqu'Elisa surprend Mr et Mme Shelby en train de discuter de la vente prochaine de Tom et Henri, elle décide de s'enfuir avec son fils. Le roman précise que la décision d'Elisa vient du fait qu'elle craint de perdre son unique enfant survivant (elle a déjà perdu deux enfants en couches). Elisa part le soir même, laissant un mot d'excuse à sa maîtresse.
Pendant ce temps, Oncle Tom est vendu à Augustin St. Clare et embarque sur un bateau qui s'apprête à descendre le Mississippi. À bord, Tom rencontre une jeune fille blanche nommée Evangeline, qui est la fille de son maître, et se lie d'amitié avec elle. Lorsque Eva tombe à l'eau, Tom la sauve. Pour le remercier, le père d'Eva lui donne des biscuits.

### La famille d'Elisa est pourchassée, tandis que Tom vit chez les St. Clare
Au cours de sa fuite, Elisa retrouve son mari Georges Harris, qui s'était échappé de sa plantation auparavant. Ils décident d'essayer de gagner le Canada. Ils sont cependant poursuivis par un chasseur d'esclaves nommé Tom Loker. Loker finit par piéger Elisa et sa famille, ce qui conduit Georges à tirer sur Loker. Ne souhaitant pas que Loker meure, Elisa convainc George d'amener le chasseur d'esclaves jusqu'à un village quaker proche pour qu'il y soit soigné.
De retour à La Nouvelle-Orléans, Augustin St. Clare discute de l'esclavage avec sa cousine nordiste Ophelia qui, bien qu'opposée à l'esclavage, a cependant des préjugés contre les Noirs. St. Clare considère que lui n'a pas de préjugés, bien que possédant des esclaves. Dans une tentative pour montrer à Ophelia que ses idées concernant les Noirs sont erronées, il achète Topsy, une jeune esclave noire, et demande à Ophelia de l'éduquer.
Deux ans après que Tom fût arrivé chez les St. Clare, Eva tombe gravement malade. Avant de mourir, elle a une vision du paradis, qu'elle partage avec les personnes qui l'entourent. En conséquence de cette vision et de la mort d'Eva, les autres personnages décident de modifier leur manière de vivre : Ophelia promet de se débarrasser de ses préjugés contre les Noirs, Topsy de s'améliorer et Augustin St. Clare d'affranchir (libérer) l'oncle Tom.

### Tom est vendu à Simon Legree
Augustin St. Clare est poignardé en entrant dans une taverne de La Nouvelle-Orléans et meurt avant de pouvoir tenir sa promesse. Sa femme revient sur la promesse de son mari décédé et vend Tom aux enchères à un propriétaire malveillant nommé Simon Legree. Legree, originaire du nord, emmène Tom dans une région rurale de la Louisiane, où Tom fait la connaissance des autres esclaves de Legree, et en particulier d'Emmeline, que Legree a achetée en même temps que Tom. La haine de Legree pour Tom naît lorsque celui-ci refuse son ordre de fouetter un autre esclave. Legree bat sauvagement Tom, et décide de broyer la foi en Dieu de son nouvel esclave. Cependant, malgré la cruauté de Legree, Tom refuse de cesser de lire sa Bible et de réconforter les autres esclaves. À la plantation, Tom rencontre Cassy, une autre esclave de Legree, qui a été séparée de son fils et de sa fille lorsque ceux-ci ont été vendus ; incapable de supporter la vente d'un autre de ses enfants, elle a tué son troisième.
Tom Loker fait à ce moment sa réapparition dans l'histoire ; à la suite de sa guérison par les quakers, il a profondément changé. George, Elisa et Henry ont obtenu leur liberté après être parvenus au Canada. En Louisiane, l'oncle Tom succombe presque au désespoir alors que sa foi en Dieu est mise à l'épreuve par les rigueurs de la plantation. Il a cependant deux visions, une de Jésus et une d'Eva, qui renouvellent sa détermination à rester un chrétien fidèle, même si sa vie est en jeu. Il encourage Cassy à s'enfuir, ce qu'elle fait en emmenant Emmeline avec elle. Lorsque Tom refuse de révéler à Legree leur destination, ce dernier ordonne à ses employés de tuer Tom. Alors qu'il est mourant, Tom pardonne aux employés de l'avoir battu. Impressionnés par la personnalité de l'homme qu'ils ont tué, les deux hommes deviennent chrétiens. Juste avant la mort de Tom, Georges Shelby, le fils d'Arthur Shelby (le maître original de Tom), apparaît pour acheter la liberté de Tom, mais se rend compte qu'il arrive trop tard.

### Dernière partie
Sur le bateau qui les emmène vers la liberté, Cassy et Lucy rencontrent la sœur de Georges Harris et l'accompagnent au Canada. Une fois arrivée, Cassy découvre qu'Elisa est sa fille, qui avait été vendue enfant et dont elle n'avait pas eu de nouvelles depuis. Leur famille enfin reconstituée, ils partent pour la France puis finalement pour le Liberia, nation africaine créée pour les anciens esclaves d'Amérique, où ils retrouvent le fils de Cassy, également perdu de vue depuis longtemps. Georges Shelby retourne dans sa plantation du Kentucky et libère tous ses esclaves, en leur disant de se souvenir du sacrifice de Tom et de sa foi dans la véritable signification du christianisme.

## Personnages principaux

### L'oncle Tom
L'oncle Tom, le personnage éponyme, est un esclave chrétien possédant patience et noblesse d'âme. Plus récemment, son nom est cependant devenu une épithète désignant les Afro-Américains accusés de s'être vendus aux Blancs. Pour Stowe, Tom est un héros noble et digne d'éloges. Tout au long du roman, bien loin de se laisser exploiter, Tom défend ses croyances et est même admiré à contrecœur par ses ennemis.

### Eva
Eva, dont le véritable nom est Evangeline Saint Clare est la fille d'Augustin St.Clare qui, durant une période, est le maître de Tom.
Eva est gentille, souriante, généreuse, belle, compatissante et elle se lie d'amitié avec tous les esclaves de son père.
Elle devient très vite amie de Tom.

### Simon Legree

Simon Legree et l'oncle Tom.

Simon Legree est un maître cruel, né dans le Nord, dont le nom est devenu synonyme d'avidité. Son but est de démoraliser Tom au point de le faire abandonner sa foi religieuse ; il finit par battre Tom à mort par frustration devant la foi inébranlable de son esclave en Dieu. Le roman révèle qu'il a, dans sa jeunesse, abandonné sa mère malade pour partir en mer, et qu'il a ignoré sa lettre le priant de venir la voir une dernière fois sur son lit de mort. Il exploite sexuellement Cassy, qui le méprise, puis porte son désir sur Emmeline.

## Personnages secondaires
La Case de l'oncle Tom met en scène un grand nombre de personnages secondaires. Parmi les plus importants, on peut citer :
- Arthur Shelby, le maître de Tom dans le Kentucky. Shelby est présenté comme un « bon » maître, stéréotype du gentleman du Nord.
- Emily Shelby, épouse d'Arthur Shelby. C'est une femme profondément croyante qui s'efforce d'exercer une influence bénéfique et morale sur ses esclaves. Elle est scandalisée lorsque son mari vend ses esclaves à un marchand, mais en tant que femme ne possède pas de moyen légal de s'y opposer puisque la propriété appartient à son mari.
- Georges Shelby, fils d'Arthur et d'Emily, qui considère Tom comme un ami et comme le chrétien parfait.
- Augustin St. Clare, second maître de Tom et père d'Eva. Le plus compréhensif des possesseurs d'esclaves rencontrés dans le roman. St. Clare est un personnage complexe, souvent sarcastique et à l'esprit vif. Après une cour difficile, il a épousé une femme qu'il a fini par mépriser, bien qu'il soit trop poli pour le montrer. St. Clare est conscient du mal que constitue l'esclavage, mais il ne veut pas renoncer à la richesse qu'il lui apporte. Après la mort de sa fille, il devient plus sincère dans ses convictions religieuses et commence à lire la Bible de Tom. Il compte finalement prendre parti contre l'esclavagisme en libérant ses esclaves, mais ses bonnes intentions ne sont pas concrétisées.
- Topsy, une jeune esclave un peu vaurien. Lorsqu'on lui demande si elle sait qui l'a créée, elle professe son ignorance de Dieu et de sa mère, en disant : « J'pense que j'ai grandi. J'pense pas que quelqu'un m'ait créée. » Elle est transformée par l'amour de la petite Eva. Pendant la première moitié des années 1900, plusieurs fabricants de poupées créèrent des poupées à l'effigie de Topsy. L'expression « grandir comme Topsy », à présent un peu archaïque, est passée dans la langue anglaise, d'abord avec la notion de croissance imprévue puis juste celle de croissance impressionnante.
- Mademoiselle Ophelia, cousine d'Augustin St. Clare venant du Vermont, personnage pieux, travailleur et abolitionniste. Elle met en évidence les sentiments ambigus des Nordistes envers les Afro-américains à l'époque. Elle est opposée à l'esclavage, mais l'idée d'esclave en tant qu'individu lui répugne, du moins au début.

## Thèmes abordés
Un thème unique domine La Case de l'oncle Tom : celui du caractère maléfique et immoral de l'esclavage. Bien que Stowe aborde d'autres thèmes mineurs tout au long du roman, comme l'autorité morale de la mère de famille ou encore la possibilité de rédemption offerte par le christianisme, elle donne beaucoup d'importance à leurs liens avec les horreurs de l'esclavage. Elle aborde le thème de l'immoralité de l'esclavage quasiment à chaque page du livre, lui arrivant même parfois de changer de point de vue narratif afin de donner une véritable homélie sur la nature destructrice de l'esclavage (telle cette femme blanche sur le bateau conduisant Tom vers le sud : « La pire des choses dans l'esclavage, à mon avis, est son atrocité envers les sentiments et l'affection - la séparation des familles, par exemple. »). L'une des manières pour Stowe de dénoncer l'esclavage était de montrer comment cette « bizarre institution » forçait les familles à se séparer.
Harriet Stowe considérait le statut de mère comme « le modèle éthique et structurel pour toute l'Amérique » et pensait que seules les femmes avaient l'autorité morale pour sauver les États-Unis du démon de l'esclavage ; c'est pourquoi un autre thème majeur de La Case de l'oncle Tom est le pouvoir moral et le caractère saint de la femme. À travers des personnages comme Eliza, qui fuit l'esclavage pour sauver son jeune fils (et finit par réunir sa famille entière), ou Petite Eva, qui est considérée comme « la chrétienne idéale », Stowe montre de quelle manière elle pense que les femmes peuvent sauver leurs prochains des pires injustices. Bien que des critiques notèrent plus tardivement que les personnages féminins de Stowe constituent souvent des clichés domestiques plutôt que des femmes réalistes, le roman « réaffirma l'importance de l'influence des femmes » et ouvrit la voie aux mouvements pour les droits des femmes qui se manifestèrent dans les décennies suivantes.
Les croyances religieuses puritaines de Stowe se révèlent dans le thème général qui sous-tend le roman, qui n'est autre que l'exploration de la nature du christianisme et de la manière dont Stowe pense qu'il est fondamentalement incompatible avec l'esclavage. Ce thème est fortement présent lorsque Tom exhorte St. Clare à « regarder vers Jésus » après la mort de sa fille bien-aimée Eva. Après la mort de Tom, George Shelby fait l'éloge de Tom en disant : « C'est quelque chose que d'être chrétien ». De par le rôle important joué par les thèmes chrétiens dans La Case de l'oncle Tom - et à cause de l'utilisation répétée dans le roman d'interventions de l'auteur elle-même sur la religion et la foi - le livre prend souvent « la forme d'un sermon ».

## Style
La Case de l'oncle Tom est écrit dans le style mélodramatique et sentimental commun aux romans sentimentaux et à la « fiction domestique » (ou fiction féminine) du XIXe siècle. Ces genres de récits étaient parmi les plus populaires au temps de Stowe et mettaient en général en scène des personnages principaux féminins, dans un style visant à provoquer compassion et émotion chez le lecteur. Bien que le livre de Stowe diffère des romans sentimentaux en s'intéressant à un thème plus large, l'esclavage, et en ayant un homme comme personnage principal, il cherche cependant à susciter une forte émotion chez ses lecteurs (en provoquant par exemple les larmes lors de la mort de Petite Eva). La force de ce style d'écriture est manifeste lorsqu'on se réfère aux réactions des lecteurs contemporains de Stowe. Georgiana May, une amie de Stowe, écrit dans une lettre à l'auteur : « Je suis restée éveillée la nuit dernière bien après une heure du matin, pour finir La Case de l'oncle Tom. Je ne pouvais pas plus l'abandonner que je n'aurais pu abandonner un enfant mourant ». Un autre lecteur est décrit comme étant obsédé à tout moment par le livre et comme ayant pensé à renommer sa fille Eva. La mort de Petite Eva affecta de manière évidente un grand nombre de personnes à l'époque puisqu'à Boston, au cours de la seule année 1852, ce prénom fut donné à 300 petites filles.
Malgré ces réactions positives de la part des lecteurs, les critiques littéraires méprisèrent durant des années le style dans lequel La Case de l'oncle Tom et d'autres romans sentimentaux étaient écrits, du fait que ces livres étaient rédigés par des femmes et présentaient de manière si évidente un « sentimentalisme féminin ». Un critique littéraire affirma que si le roman n'avait pas abordé le thème de l'esclavage, « il n'aurait été qu'un autre roman sentimental », tandis qu'un autre décrivit le livre comme « l'œuvre d'un écrivaillon ». James Baldwin dénonçait en 1949 la médiocrité et l'esthétique grossière du roman
Ce n'est pas l'avis de Jane Tompkins, professeur d'anglais à l'université d'Illinois à Chicago. Dans son livre In Sensational Designs: The Cultural Work of American Fiction (1985). Tompkins fait l'éloge de ce style que tant d'autres critiques avaient méprisé, écrivant que les romans sentimentaux montraient comment les émotions féminines avaient le pouvoir d'améliorer le monde. Elle affirme également que les fictions domestiques populaires du XIXe siècle, dont La Case de l'oncle Tom fait partie, étaient remarquables de par leur « complexité intellectuelle, leur ambition et leur ingéniosité » ; et que La Case de l'oncle Tom offrait « une critique de la société américaine bien plus dévastatrice que d'autres effectuées par des auteurs plus connus tels que Hawthorne ou Melville ».

## Réactions et critiques
Dès sa publication, le livre a donné lieu à une importante controverse, suscitant des protestations de la part des défenseurs[Qui ?] de l'esclavage (qui firent paraître un certain nombre d'autres livres en réponse à celui-ci[Lesquels ?]) et des éloges de la part des abolitionnistes[réf. nécessaire]. Le roman influença profondément des œuvres protestataires postérieures, telle La Jungle d'Upton Sinclair.

### Réactions contemporaines
Dès sa publication, La Case de l'oncle Tom indigne les habitants du Sud américain. Le roman est également violemment critiqué par les partisans de l'esclavage[Qui ?].
L'écrivain sudiste William Gilmore Simms déclara que le livre était entièrement faux, tandis que d'autres qualifièrent le roman de criminel et diffamatoire[réf. nécessaire]. Les réactions allèrent d'un libraire de Mobile dans l'Alabama qui fut obligé de quitter la ville parce qu'il avait mis le roman en vente, à des lettres de menace adressées à Stowe elle-même (qui reçut même un paquet contenant une oreille coupée appartenant à un esclave). De nombreux écrivains sudistes, tel Simms, écrivirent peu après leur propre livre en réaction à celui de Stowe (voir la section anti-Tom ci-dessous).
Certains critiques[Qui ?] soulignèrent le manque d'expérience de Stowe concernant la vie du Sud, affirmant que ce manque d'expérience l'avait poussée à produire des descriptions inexactes de la région. Elle n'avait quasiment jamais mis les pieds dans le Sud et n'avait jamais véritablement été dans une plantation sudiste. Stowe affirma cependant toujours qu'elle avait bâti ses personnages sur des récits faits par des esclaves fugitifs lorsqu'elle vivait à Cincinnati, dans l'Ohio. On[Qui ?] rapporte que Stowe eut l'occasion d'assister à plusieurs incidents qui la poussèrent à écrire le roman. Des scènes qu'elle observa sur l'Ohio, en particulier un mari et une femme séparés au cours d'une vente, ainsi que des articles de journaux et des entretiens lui fournirent de la matière pour le développement de l'intrigue.
En réponse à ces critiques, Stowe publia en 1853 A Key to Uncle Tom's Cabin, tentant de montrer la véracité de la description de l'esclavage faite dans La Case de l'oncle Tom à travers des documents historiques. Dans ce livre, Stowe considère chacun des principaux personnages du roman et cite des personnes équivalentes ayant réellement existé, tout en fustigeant à nouveau l'esclavagisme du Sud de manière plus agressive encore que dans le roman lui-même. Tout comme La Case de l'oncle Tom, A Key to Uncle Tom's Cabin eut également un grand succès. Il doit cependant être noté que, bien que Harriet Stowe prétendit que A Key to Uncle Tom's Cabin traitait des sources qu'elle avait consultées au moment d'écrire son roman, elle ne lut une grande partie des œuvres mentionnées qu'après la publication de celui-ci.
D'après le fils de l'auteur, lorsqu'Abraham Lincoln rencontra Stowe en 1862, il déclara : « C'est donc cette petite dame qui est responsable de cette grande guerre. ». L'avis des historiens[Lesquels ?] diverge sur la véracité de cette anecdote, et dans une lettre que Stowe écrivit à son mari quelques heures après avoir rencontré Lincoln on ne trouve mention nulle part de cette phrase. Par la suite, de nombreux spécialistes[Lesquels ?] considérèrent que le roman concentra la colère du Nord sur les injustices de l'esclavage et sur le Fugitive Slave Act, et attisa les ardeurs du mouvement abolitionniste. Le général de l'Union et politicien James Baird Weaver affirma que le livre le persuada de devenir actif au sein du mouvement abolitionniste[réf. nécessaire].
La Case de l'oncle Tom souleva également un grand intérêt en Grande-Bretagne. La première édition londonienne parut en mai 1852 et se vendit à 200 000 exemplaires[réf. nécessaire]. Une partie de cet intérêt était dû à l'antipathie éprouvée par les Britanniques envers les États-Unis. Comme l'expliqua un écrivain de l'époque, « les sentiments que La Case de l'oncle Tom déchaîna en Angleterre n'étaient pas la vengeance ou la haine [de l'esclavage], mais plutôt une jalousie et une fierté nationale. Nous avons longtemps souffert de la suffisance de l'Amérique - nous sommes fatigués de l'entendre se vanter d'être le pays le plus libre et le plus éclairé qu'ait connu le monde. Notre clergé hait son système de volontariat - nos Tories haïssent ses démocrates - nos Whigs haïssent ses parvenus - nos radicaux haïssent ses manières procédurières, son insolence et son ambition. Tous les partis saluèrent Mme Stowe comme une insurgée au sein du camp ennemi »[réf. nécessaire]. Charles Francis Adams, ambassadeur des États-Unis en Angleterre durant la guerre, affirma plus tard que « La Case de l'oncle Tom, publié en 1852, exerça, grâce à des circonstances principalement fortuites, une influence sur le monde plus immédiate, plus considérable et plus spectaculaire qu'aucun autre livre jamais imprimé »[réf. nécessaire].
Le livre a été traduit dans plusieurs langues, y compris en chinois (la traduction du roman par le traducteur Lin Shu fut la première traduction en chinois d'un roman américain) et en amharique (la traduction datant de 1930 fut effectuée dans le but de soutenir les efforts de l'Éthiopie visant à atténuer les souffrances des Noirs[réf. nécessaire]). Le livre fut lu par tant de personnes que Sigmund Freud rapporta un certain nombre de cas de tendances sado-masochistes chez des patients, qui selon lui avaient été influencés par la lecture de scènes de La Case de l'oncle Tom où des esclaves se faisaient fouetter[réf. nécessaire].
À partir de 1845, l'usage s'établit au Carnaval de Paris de baptiser pour la fête les Bœufs Gras qui défilent à la promenade du Bœuf Gras. Le nom est choisi en fonction des œuvres littéraires à succès du moment, ou en rapport avec des événements importants récents, ou une chanson à la mode. Le premier Bœuf Gras baptisé ainsi s’appellera Le Père Goriot. En 1853, l'immense succès remporté en France par La Case de l'oncle Tom fait que les trois Bœufs Gras qui défilent du 6 au 8 février sont baptisés du nom de héros de ce livre : Père-Tom, Shelby et Saint-Clare.

### Impact littéraire et critique
La Case de l'oncle Tom fut le premier roman à teneur politique à être lu par un grand nombre de personnes aux États-Unis. À ce titre, il influença grandement le développement non seulement de la littérature américaine mais aussi de la littérature engagée en général. Un certain nombre de livres publiés après La Case de l'oncle Tom doivent beaucoup au roman de Stowe ; on peut citer en particulier La Jungle d'Upton Sinclair et Printemps silencieux de Rachel Carson. ("L'histoire de la quarteronne" - Case de l'Oncle Tom, chap. 34 -  a aussi d'étroites ressemblances avec la nouvelle Le Diable, de Léon Tolstoï.)
Malgré son importance incontestable, La Case de l'oncle Tom est perçu par l'opinion populaire comme « un mélange de conte pour enfants et de propagande »[réf. nécessaire]. Le roman a également été décrit par nombre de critiques littéraires comme étant « tout juste un roman sentimental »[réf. nécessaire], tandis que le critique George Whicher affirma dans son Histoire littéraire des États-Unis que « Mme Stowe ou son ouvrage ne peuvent justifier du succès considérable du roman ; son talent en tant qu'écrivain amateur n'était en rien remarquable. Elle avait tout au plus une certaine maîtrise des stéréotypes en termes de mélodrame, d'humour et de pathos, et son livre est composé de ces éléments populaires »[réf. souhaitée].
D'autres critiques ont cependant fait l'éloge du roman : Edmund Wilson déclara que « démontrer une telle maturité dans l'écriture de La Case de l'oncle Tom prouve une expérience étonnante. »[réf. nécessaire] Jane Tompkins affirme que le roman est un classique de la littérature américaine et émet l'hypothèse que de nombreux critiques littéraires ont boudé le livre pour la simple raison qu'il fut extrêmement populaire en son temps[réf. nécessaire].
Certains commentateurs [Qui ?] affirment que Stowe considérait que son roman offrait une solution aux dilemmes politiques et moraux qui troublaient de nombreux opposants à l'esclavage. Stowe était une fervente chrétienne, et abolitionniste.
Léon Tolstoï « [citait] comme exemple de l'art religieux le plus élevé, né de l'amour de Dieu et du prochain, en littérature:... La Case de l'oncle Tom, etc. »
Les experts[Qui ?] considèrent également que le roman véhicule les valeurs et les idées du Parti du sol libre. Dans cette optique, le personnage de George Harris personnifie le principe du travail libre, tandis que le personnage complexe d'Ophelia représente les nordistes qui toléraient un compromis avec l'esclavage. À l'opposé d'Ophelia est Dinah, qui agit de manière passionnée. Au cours du roman Ophelia se transforme, de la même manière que le Parti Républicain qui proclama trois ans plus tard que le Nord devait se transformer et défendre ses principes antiesclavagistes.
Des théories féministes peuvent également être vues à l'œuvre dans le livre de Stowe[réf. nécessaire], le roman constituant une critique de la nature patriarcale de l'esclavage. Pour l'auteur, les liens formant la famille étaient avant tout les liens du sang plutôt que les relations paternalistes entre maîtres et esclaves. De plus, Stowe considérait la solidarité nationale comme une extension de la famille, le sentiment d'appartenir à une nation ayant donc ses racines dans le fait de partager une race. Par conséquent, elle prêchait la colonisation de l'Afrique pour les esclaves libérés et non leur intégration dans la société américaine.
Le livre a également été considéré[Par qui ?] comme une tentative de redéfinition de la masculinité en tant qu'étape nécessaire vers l'abolition de l'esclavage. Dans cette optique, les abolitionnistes avaient commencé à rejeter la vision de l'homme agressif et dominant que la conquête et la colonisation du début du XIXe siècle avaient mis en avant. Dans le but de modifier la notion de virilité de telle manière que les hommes puissent s'opposer à l'esclavage sans mettre en danger leur image ou leur place dans la société, certains abolitionnistes se rapprochèrent de principes tels que le droit de vote des femmes, la chrétienté ou la non-violence, et firent l'éloge de la compassion, de la coopération et de l'esprit civique. D'autres courants du mouvement abolitionniste prônaient une action masculine plus agressive et plus conventionnelle. Tous les hommes dans le roman de Stowe sont des représentants de l'un ou l'autre de ces courants.

### Création et popularisation de stéréotypes
Au cours des dernières décennies du XXe siècle[Lesquelles ?], aussi bien lecteurs que spécialistes, ont critiqué le roman pour ses descriptions racistes et condescendantes des personnages noirs, en particulier en ce qui concerne leur apparence, leur manière de parler et leur comportement, mais aussi la nature passive de l'oncle Tom face à son destin. L'importance de la création par le roman de nouveaux stéréotypes ainsi que son usage de stéréotypes déjà existants est d'autant plus grande que La Case de l'oncle Tom fut le roman le plus vendu au monde au XIXe siècle. En conséquence, le livre (ainsi que les images l'illustrant et les pièces de théâtre associées) contribua grandement à implanter de manière permanente ces stéréotypes dans la mentalité américaine.
Parmi les stéréotypes de Noirs présents dans La Case de l'oncle Tom se trouvent :
- Le happy darky, incarné par le personnage paresseux et insouciant de Sam ;
- Le mulâtre à la peau claire utilisé comme objet sexuel (personnages d'Eliza, Cassy et Emmeline) ;
- La mammy à la peau noire, de nature affectueuse (à travers plusieurs personnages, en particulier Mammy, une cuisinière à la plantation St. Clare) ;
- Le stéréotype de l'enfant Noir Pickaninny (personnage de Topsy) ;
- L'oncle Tom, ou afro-américain trop désireux de plaire aux Blancs (personnage de l'oncle Tom). Stowe voyait Tom comme un « héros noble », au contraire de l’image actuelle de Tom « imbécile servile s'inclinant devant les Blancs ».

Au cours des décennies récentes, ces associations négatives ont éclipsé de manière importante l'impact historique de La Case de l'oncle Tom en tant que « outil antiesclavagiste vital. » Ces changements dans la perception du roman prennent racine dans un essai de James Baldwin intitulé Everybody’s Protest Novel. Dans cet essai, Baldwin qualifie La Case de l'oncle Tom de « très mauvais roman », racialement stupide et à l'esthétique grossière.
Dans les années 1960 et 1970, les mouvements du Black Power et du Black Arts attaquèrent le roman, affirmant que le personnage de l'oncle Tom se livrait à une « trahison raciale » et que Tom faisait apparaître les esclaves comme étant pires que les maîtres. Les critiques visant les autres stéréotypes présents dans le livre augmentèrent également durant cette période. Malcolm X a toujours fustigé la figure stéréotypée de l'oncle Tom, symbole de soumission et de passivité. De nos jours, le surnom Uncle Tom est par ailleurs utilisé en anglais américain pour désigner péjorativement un homme noir considéré comme excessivement obéissant ou servile envers les Blancs.
Ces dernières années cependant[Lesquelles ?], des spécialistes tels que Henry Louis Gates Jr. ont commencé à réévaluer La Case de l'oncle Tom, affirmant que le livre est « un document central dans les relations interraciales en Amérique et une importante exploration morale et politique des caractéristiques de ces relations. »

### Littérature anti-Tom
En réponse à La Case de l'oncle Tom, certains écrivains du Sud des États-Unis produisirent des livres destinés à combattre le roman de Stowe. Cette littérature, ainsi appelée littérature anti-Tom, était en général pro-esclavagiste, soutenant que les questions portant sur l'esclavagisme telles qu'elles étaient posées dans le livre de Stowe étaient trop sentencieuses et incorrectes. Les romans de ce genre présentaient généralement un maître blanc patriarcal et bienveillant et une épouse à l'âme pure, gouvernant tous deux des esclaves semblables à des enfants au sein d'une plantation à l'atmosphère familiale et bienveillante. Les romans sous-entendaient ou affirmaient ouvertement que les Afro-Américains étaient semblables à des enfants, incapables de vivre sans être directement supervisés par des Blancs.
Parmi les plus célèbres livres anti-Tom se trouvent The Sword and the Distaff de William Gilmore Simms, Aunt Phillis's Cabin de Mary Henderson Eastman et The Planter's Northern Bride de Caroline Lee Hentz, cette dernière ayant été une amie proche de Stowe lorsqu’elles vivaient toutes deux à Cincinnati. Le livre de Simms fut publié quelques mois après le roman de Stowe et contient un certain nombre de discussions contestant le livre de Stowe et sa vision de l'esclavage. Le roman de Caroline Lee Hentz, paru en 1854, lu par de nombreuses personnes à l'époque mais à présent largement oublié, présente une défense de l'esclavage à travers les yeux d'une femme du Nord, fille d'un abolitionniste, qui épouse un propriétaire d'esclaves du Sud.
Durant la décennie s'étendant entre la publication de La Case de l'oncle Tom et le début de la guerre de Sécession, entre vingt et trente livres anti-Tom furent publiés. Parmi ces romans se trouvent deux livres intitulés Uncle Tom's Cabin As It Is, l'un de W.L. Smith et l'autre de C.H. Wiley. Plus de la moitié de ces œuvres anti-Tom furent écrits par des femmes, ce que Simms commenta en parlant de « l'apparente justice poétique du fait qu'une femme du Sud réponde à la femme du Nord (Stowe). »

## Traductions et adaptations

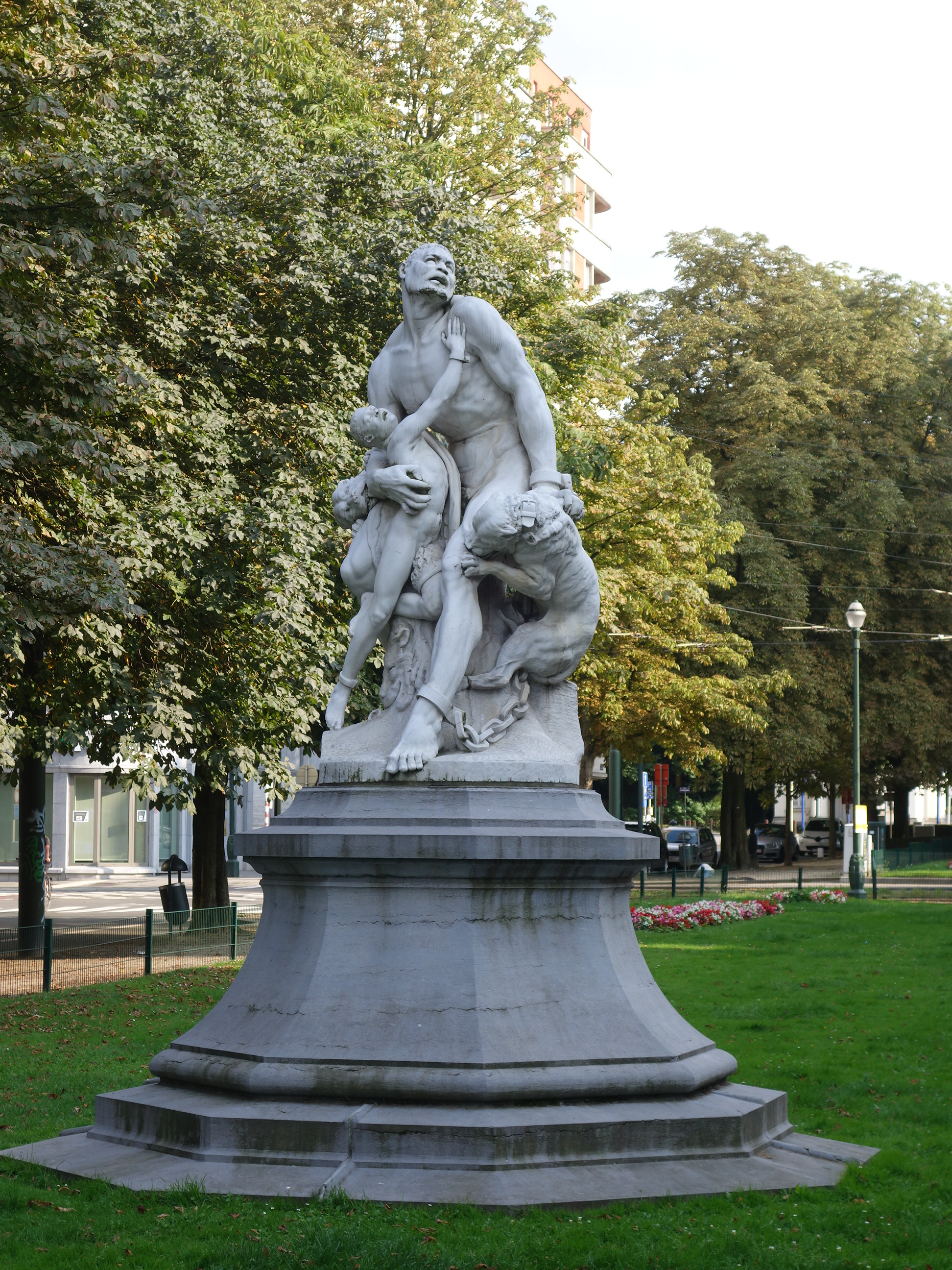
Nègres marrons surpris par des chiens (1893) aussi connu comme Esclaves repris par les chiens, est une œuvre de Louis Samain, sise à Bruxelles, qui évoque un épisode du roman La Case de l'oncle Tom.

La case de l'oncle Tom a été traduit en français, pour la première parution, par Émile de La Bédollière (La Case du père Tom ou Vie des nègres en Amérique, Barba, 1852) ; entre 1852 et 1856 La Case de l'Oncle Tom n'eut pas moins de huit traductions différentes en français et dix-neuf éditions. Louis Carion, Léon Pilatte, Léon de Wally et Edmond Auguste Texier... sont quelques-uns des traducteurs. En 1861, traduction de Louis Barré. (B. Renault, 1861) ; en 1862 (Michel Lévy) la traduction de Léon Pilatte est « augmentée d'une préface de l'auteur et d'une introduction par George Sand » ; en 1872, Harriet Beecher Stowe écrivit à Louise Swanton Belloc et Adélaïde de Montgolfier : « Je suis très-flattée, mesdames, que mon humble ami, Oncle Tom, ait des interprètes tels que vous pour le présenter aux lecteurs français. J’ai lu une traduction de mon livre en votre langue, et quoique assez peu familiarisée avec le français, j’ai pu voir qu’elle laissait beaucoup à désirer ; mais j’ai remarqué aussi dans la gracieuse et sociable flexibilité de la langue française une aptitude toute particulière à exprimer les sentiments variés de l’ouvrage, et je suis de plus convaincue qu’un esprit féminin prendra plus aisément l’empreinte du mien. »

### LesTom shows
Même si La Case de l'oncle Tom fut le livre le plus vendu du XIXe siècle, à cette époque un nombre beaucoup plus important d'américains virent l'histoire sous forme de pièce de théâtre ou de comédie musicale que sous forme de livre. Eric Lott, dans son livre Uncle Tomitudes: Racial Melodrama and Modes of Production, estime qu'au moins 3 millions de personnes assistèrent à ces spectacles, ce qui représente dix fois les ventes du livre durant sa première année de parution.
Les lois de l'époque sur le copyright étant peu restrictives, des pièces de théâtre basées sur La Case de l'oncle Tom, appelées aussi Tom shows, commencèrent à apparaître alors que le roman n'était pas encore entièrement publié. Stowe refusa d'autoriser l'adaptation de son œuvre à cause de sa méfiance puritaine envers le théâtre (bien qu'elle finisse cependant par assister à la version de George Aiken et, selon Francis Underwood, fut charmée par l'interprétation par Caroline Howard du personnage de Topsy). Le refus de Stowe laissa le champ libre à nombre d'adaptations, certaines créées pour des raisons politiques et d'autres uniquement pour des raisons commerciales.
Il n'y avait à l'époque aucune loi sur le copyright international. Le livre et les pièces de théâtre furent traduits dans plusieurs langages ; Stowe ne reçut que peu d'argent et fut privée des trois quarts de ses revenus légitimes.
Tous les Tom shows semblent avoir incorporé des éléments de mélodrame et de minstrel show. Ces pièces variaient beaucoup dans leurs opinions politiques : certaines reflétaient de manière fidèle les vues antiesclavagistes de Stowe, tandis que d'autres étaient plus modérées, voire pro-esclavagistes. Beaucoup de productions présentaient des caricatures racistes et humiliantes des Noirs, tandis qu'un grand nombre d'entre elles utilisaient également des chansons de Stephen Foster (en particulier My Old Kentucky Home, Old Folks at Home, et Massa's in the Cold Ground). Les Tom shows les plus connus furent ceux de George Aiken et H.J. Conway.
Les nombreuses variantes théâtrales de La Case de l'oncle Tom « dominèrent la culture populaire du Nord pendant plusieurs années » au cours du XIXe siècle et les pièces étaient toujours jouées au début du XXe siècle.
L'une des variantes les plus originales et controversées fut Mickey's Mellerdrammer de Walt Disney, un film distribué par United Artists sorti en 1933. Le titre est une corruption du mot melodrama (mélodrame), destiné à évoquer les premiers minstrel shows, et le film est un court métrage mettant en scène les personnages de Disney, Mickey Mouse et ses amis, montant leur propre adaptation de La Case de l'oncle Tom.
Mickey était déjà de couleur noire, mais l'affiche du film le montre habillé et maquillé en blackface avec des lèvres orange proéminentes, des rouflaquettes blanches et abondantes faites en coton et des gants blancs, qui font à présent partie de son costume habituel.
Les adaptations :
- 1853 La Case de l'oncle Tom écrit par Dumanoir, Adolphe d'Ennery - Théâtre de l'Ambigu-Comique[14],[15]

### Cinéma
La Case de l'oncle Tom a été adapté de nombreuses fois au cinéma. La plupart des adaptations cinématographiques furent réalisées à l'ère du cinéma muet (La Case de l'oncle Tom est d'ailleurs l'histoire la plus souvent filmée durant cette période). Ceci était dû à la popularité toujours grande à la fois du roman et des Tom shows, ce qui signifiait que le public était déjà familier avec les personnages et l'histoire, rendant ainsi les films sans paroles plus compréhensibles.
La première version de La Case de l'oncle Tom fut l'un des premiers longs métrages (bien que le terme long métrage désignait à l'époque une durée comprise entre 10 et 14 minutes). Sorti en 1903 et réalisé par Edwin S. Porter, le film était joué par des acteurs blancs déguisés en Noirs pour les rôles principaux et n'utilisait des acteurs Noirs qu'en tant que figurants. Cette version était similaire à beaucoup des premiers Tom shows et faisait figurer un grand nombre de stéréotypes sur les Noirs (en faisant par exemple danser les esclaves dans n'importe quel contexte, en particulier à une vente d'esclaves).
En 1910, la Vitagraph Company of America produisit une adaptation réalisée par J. Stuart Blackton et adaptée par Eugene Mullin. Selon le Dramatic Mirror, ce film était une « innovation marquée » dans le domaine du cinéma et « la première fois qu'une compagnie américaine » faisait sortir un film en trois bobines. Jusque-là, les longs métrages de l'époque ne faisaient que 15 minutes de long et contenaient une seule bobine de film. Le film était joué par Clara Kimball Young, Marie Eline, Florence Turner, Mary Fuller, Charles Kent, Edwin R. Phillips, Flora Finch, Genevieve Tobin et Carlyle Blackwell.[80]
Au cours des deux décennies suivantes, plusieurs autres adaptations cinématographiques virent le jour :
- en 1910 : Uncle Tom's Cabin, film muet réalisé par Barry O'Neil, avec Frank Hall Crane et Anna Rosemond.
- en 1913 : Uncle Tom's Cabin, film muet réalisé par Sidney Olcott, avec Miriam Cooper.
- en 1913 : Uncle Tom's Cabin, film muet réalisé par Otis Turner, avec Margarita Fischer.
- en 1914 : Uncle Tom's Cabin, film muet réalisé par William Robert Daly, avec Paul Scardon.
- en 1918 : Uncle Tom's Cabin, film muet réalisé par J. Searle Dawley.

La dernière version muette est sortie en 1927. Réalisée par Harry A. Pollard (qui avait joué l'oncle Tom dans la version de 1913), ce film long de deux heures mit plus d'un an à être réalisé et fut le troisième film le plus cher de l'ère du cinéma muet (avec un budget de 1,8 million de dollars). L'acteur noir Charles Gilpin, d'abord choisi pour le rôle-titre, fut renvoyé lorsque le studio trouva sa performance « trop agressive ». Le rôle de Tom échut ensuite à James B. Lowe. Une différence entre ce film et le roman est qu'après la mort de Tom, celui-ci revient sous la forme d'un esprit vengeur et affronte Simon Legree, avant de le mener à la mort. Les médias Noirs de l'époque firent l'éloge du film, mais le studio, craignant une réaction de la part du public blanc et sudiste, finit par couper au montage les scènes prêtant à controverse, en particulier la séquence d'ouverture du film où une mère est arrachée à son enfant lors d'une vente d'esclaves. L'histoire fut adaptée par Pollard, Harvey F. Thew et A. P. Younger, avec des titres de Walter Anthony. Le film était joué par James B. Lowe, Stymie Beard, Raymond Massey, Virginia Grey, George Siegmann, Margarita Fischer, Mona Ray et Madame Sul-Te-Wan.[81]
Pendant plusieurs décennies après la fin du cinéma muet, la matière du roman de Stowe fut jugée trop sensible pour être à nouveau l'objet d'adaptations cinématographiques. En 1946, la Metro-Goldwyn-Mayer envisage de filmer l'histoire, mais arrête la production après des protestations de la part de la National Association for the Advancement of Colored People.
Une adaptation en allemand, Onkel Toms Hütte, réalisée par le hongrois Géza von Radványi, sort en 1965, avec Mylène Demongeot, O. W. Fischer, Herbert Lom. Elle fut distribuée aux États-Unis par Kroger Babb. Une version française de ce film existe : La Case de l'oncle Tom qui a été éditée en cassette VHS par René Chateau.

### Télévision
En 1987 est diffusé Uncle Tom's Cabin, un téléfilm réalisé par Stan Lathan, avec Avery Brooks, Phylicia Rashad, Edward Woodward, Jenny Lewis, Samuel L. Jackson et Endyia Kinney.

### Dessins animés
En plus des adaptations en film, des versions de La Case de l'oncle Tom virent le jour sous forme de dessins animés : Mickey's Mellerdrammer (1933) de Walt Disney, où Mickey Mouse joue la pièce de théâtre déguisé en Noir ; Southern Fried Rabbit (1953) avec Bugs Bunny, où Bugs se déguise en oncle Tom et chante My Old Kentucky Home afin de traverser la ligne Mason-Dixon ; Uncle Tom's Bungalow (1937), un dessin animé des Warner Brothers supervisé par Tex Avery ; Eliza on Ice (1944), l'un des premiers dessins animés mettant en scène Mighty Mouse, produit par Paul Terry ; et Uncle Tom's Cabaña (1947), un dessin animé de 8 minutes réalisé par Tex Avery.

### Héritage et influence au cinéma
La Case de l'oncle Tom a également influencé un grand nombre de films, en particulier Naissance d'une nation. Cette œuvre controversée, sortie en 1915, utilisait une cabane similaire à la maison de l'oncle Tom pour le point culminant de l'action, où des Sudistes blancs s'unissent à leurs anciens ennemis (des soldats Yankees) pour défendre ce que la légende du film décrit comme leur « origine caucasienne ». Selon les experts, cette réutilisation d'une cabane familière aurait trouvé un écho auprès du public de l'époque.
Parmi les autres films influencés par La Case de l'oncle Tom ou utilisant le roman se trouvent Dimples (un film de 1936 avec Shirley Temple), Uncle Tom's Uncle (un épisode des Les Petites Canailles de 1926), son remake de 1932 intitulé Spanky, la comédie musicale de Rodgers et Hammerstein Le Roi et moi (dans laquelle un ballet intitulé Small House of Uncle Thomas est joué dans le style traditionnel du Siam) et Gangs of New York (où les personnages de Leonardo DiCaprio et Daniel Day-Lewis assistent à une adaptation imaginaire de La Case de l'oncle Tom).